# Ибраялы
Ибраялы (чув. Кĕслеяль) — деревня в Мариинско-Посадском муниципальном округе Чувашской Республики России. С 2004 до 2023 года входила в состав Первочурашевского сельского поселения.

## География
Деревня находится в северо-восточной части Чувашии, в пределах Чувашского плато, в зоне хвойно-широколиственных лесов, к югу от автодороги 97Н-028, на расстоянии примерно 20 километров (по прямой) к югу от города Мариинский Посад, административного центра района. Абсолютная высота — 162 метра над уровнем моря.

### Часовой пояс
Деревня Ибраялы, как и вся Чувашия, находится в часовой зоне МСК (московское время). Смещение применяемого времени относительно UTC составляет +3:00.

## Население
| 2010 | 2012 |
| ---- | ---- |
| 64   | ↗82  |

### Половой состав
По данным Всероссийской переписи населения 2010 года в гендерной структуре населения мужчины составляли 40,6 %, женщины — соответственно 59,4 %.

### Национальный состав
Согласно результатам переписи 2002 года, в национальной структуре населения чуваши составляли 100 % из 94 чел.